# Droga 7 (Estonia)

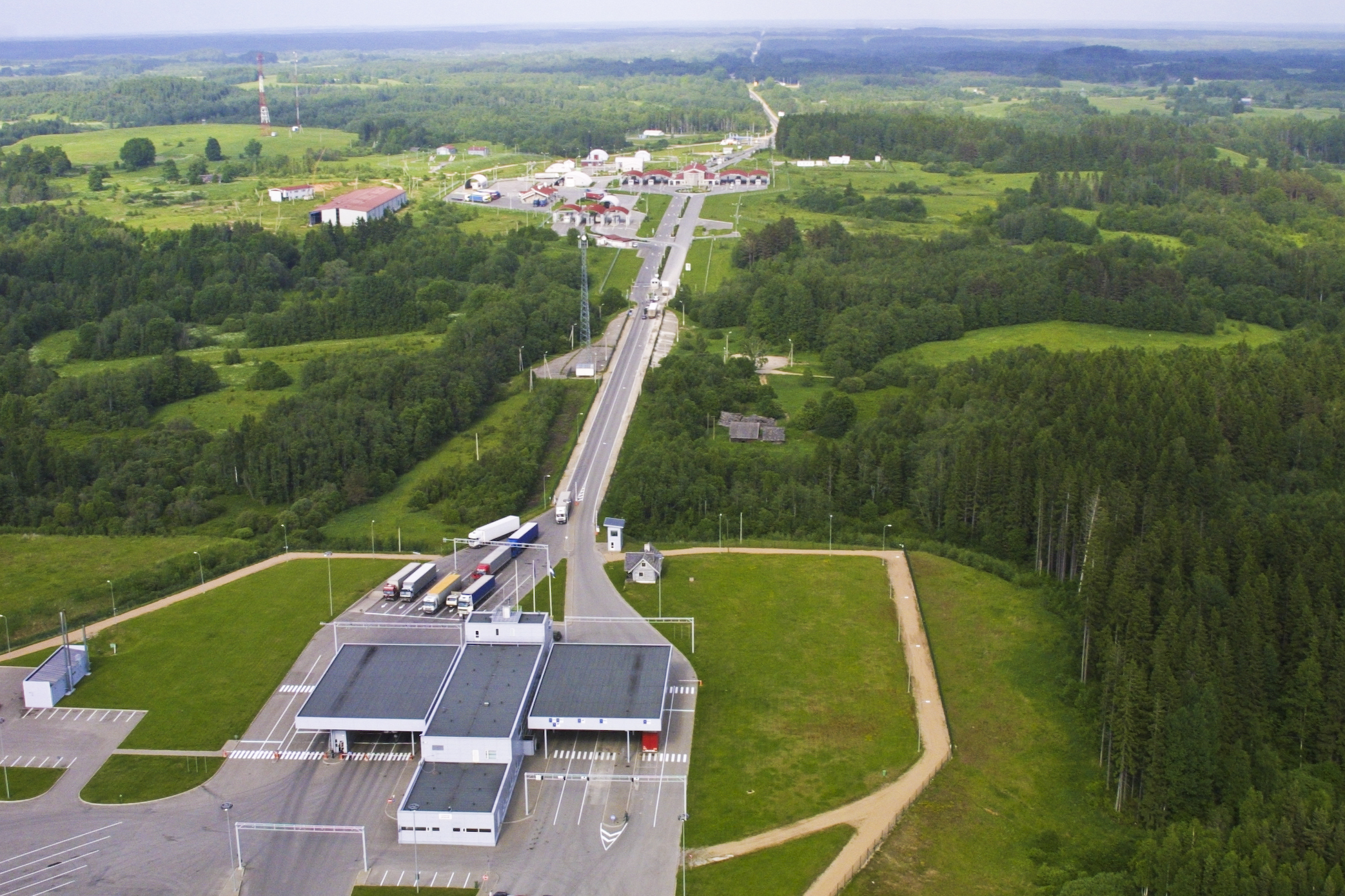
Przejście graniczne w Luhamaa, na granicy estońsko-rosyjskiej

Droga krajowa nr 7, nazywana również Drogą Ryga – Psków (est. Põhimaantee nr 7, Riia–Pihkva maantee) – droga krajowa o długości 22 km, leżąca na obszarze prowincji Võrumaa. Droga biegnąc na skraju obszaru Estonii łączy granicę estońsko-łotewską z drogą krajową nr 2 i granicą estońsko-rosyjską. Od 1999 roku trasa nr 7 pokrywa się z trasą europejską E77.
Dzienne natężenie ruchu na drodze wynosi od 900 do 1 200 pojazdów.

## Ważniejsze miejscowości leżące przy 7
- Misso
- Haanja